# Volkswagen ID.6
La Volkswagen ID.6 è un'autovettura elettrica di tipo SUV prodotta dalla casa automobilistica tedesca Volkswagen a partire dal 2021.
Rappresenta la terza vettura della famiglia di automobili esclusivamente elettriche del marchio tedesco, nota con il marchio ID e basata sulla piattaforma modulare MEB. Rispetto alla ID.3 e alla ID.4 si posiziona nella categoria dei SUV di grandi dimensioni e viene prodotto in Cina esclusivamente per il mercato locale.

## Descrizione

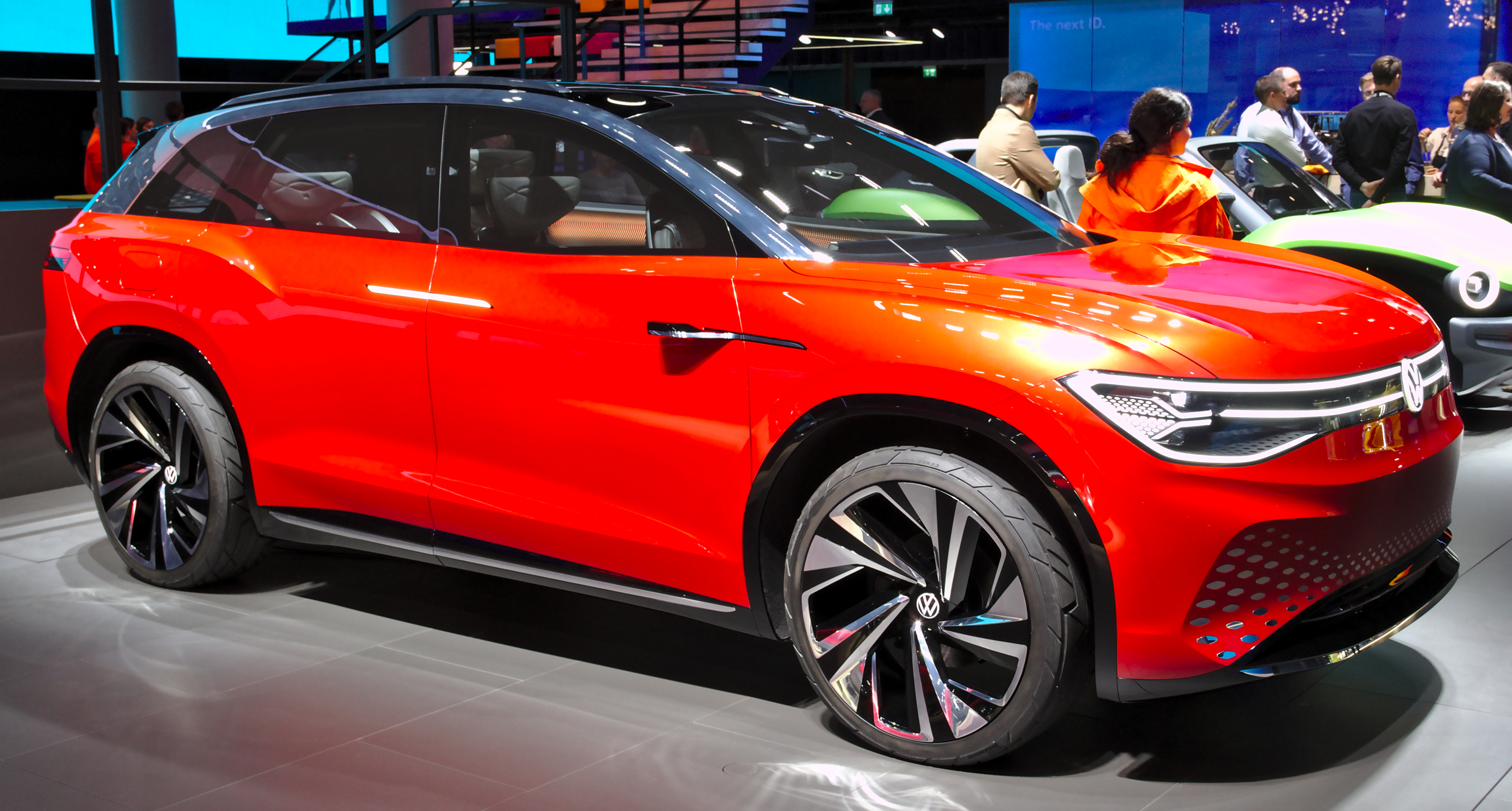
Volkswagen I.D. Roomzz

### Volkswagen ID Roomzz
L'ID.6 è stata anticipata dalla concept car Volkswagen ID Roomzz, presentata per la prima volta al Salone di Shanghai nell'aprile 2019, un crossover SUV basato sulla piattaforma MEB con portiere anteriori scorrevoli e posteriori ad apertura controvento. La concept car è spinta da due motori elettrici, posti uno sull'assale anteriore e l'altro su quello posteriore, con una potenza rispettivamente di 75 kW (101 CV) e di 150 kW (200 CV), per un totale di 225 kW (302 CV), il tutto alimentato da una batteria agli ioni di litio con una capacità di 82 kWh che offrirebbe un'autonomia massima dichiarata di 450 km.

### ID.6

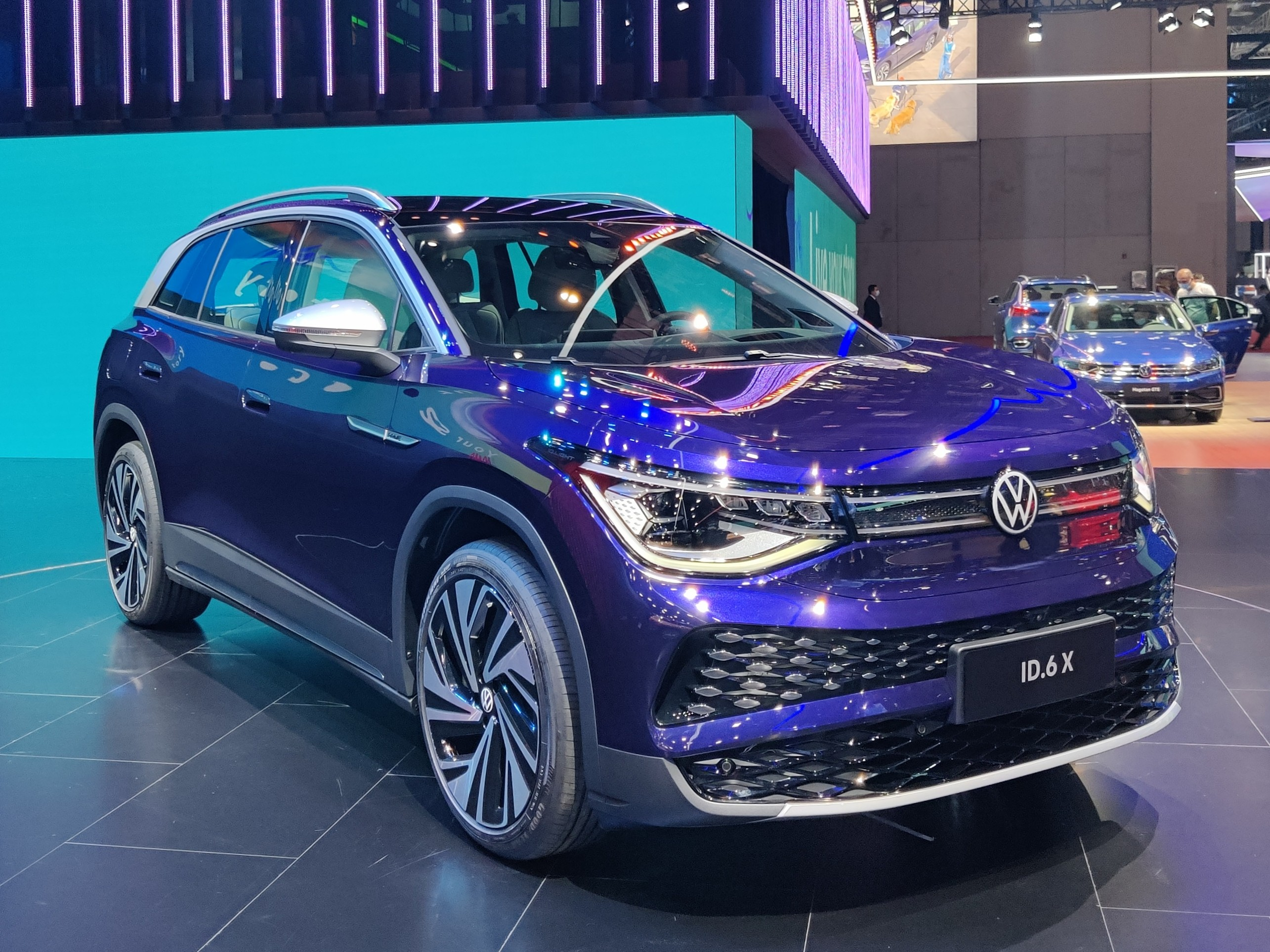
Volkswagen ID.6 X

L'ID.6 è stata presentata il 17 aprile 2021 al salone di Shanghai ed è riservata al solo mercato cinese. Vengono annunciate due versioni con diversa tipologia di carrozzeria che sono: l'ID.6 Crozz prodotto dalla joint venture FAW-VW e l'ID.6 X prodotto dalla joint venture SAIC-VW. L'ID.6 è costruito sulla piattaforma MEB del gruppo Volkswagen condivisa con le Volkswagen ID.4, Škoda Enyaq iV e Audi Q4 e-tron. Per poter ospitare nell'abitacolo una terza fila di sedili, i tecnici VW hanno allungato il pianale dell'ID.6 fino a toccare i 4876 mm di lunghezza, rendendolo quasi 300 mm più lungo dell'ID.4, con un passo di 2965 mm.
La versione base è dotata di un singolo motore elettrico che alimenta le ruote posteriori in due livelli di potenza: da 177 CV con uno 0-100 km/h coperto in 9,3 secondi o da 201 CV con uno 0 a 100 km/h ridotto a 9,1 secondi. Il modello a doppio motore è in grado di erogare 302 CV e 310 Nm di coppia totali, con 6,6 secondi necessari per effettuare lo 0 a 100 km/h e una velocità massima di 160 km/h.